# Catocala coerulescens
Catocala coerulescens là một loài bướm đêm trong họ Erebidae.